# Anterastria teratophora
Anterastria teratophora là một loài bướm đêm thuộc họ Noctuidae. Loài này có ở Quebec phía tây đến miền trung Alberta, phía nam đến Florida và Arizona.
Sải cánh dài khoảng 25 mm. Con trưởng thành bay từ tháng 5 đến tháng 8 tùy theo địa điểm. Có một lứa một năm.
Ấu trùng ăn các loài Mentha và Monarda.